# Rancho Nuevo, Zacatecas kommun
Rancho Nuevo är en ort i Mexiko.   Den ligger i kommunen Zacatecas och delstaten Zacatecas, i den centrala delen av landet, 500 km nordväst om huvudstaden Mexico City. Rancho Nuevo ligger 2 249 meter över havet och antalet invånare är 276.
Terrängen runt Rancho Nuevo är platt åt nordost, men åt sydväst är den kuperad. Runt Rancho Nuevo är det tätbefolkat, med 286 invånare per kvadratkilometer. Närmaste större samhälle är Zacatecas, 16,9 km öster om Rancho Nuevo. Omgivningarna runt Rancho Nuevo är i huvudsak ett öppet busklandskap.